# Сана Нилсен
Сана Нилсен е шведска певица.
Участва 7 пъти в шведския фестивал „Мелодифестивален“ през периода от 2001 до 2014 година, като успехът ѝ идва едва на 7-ия. Печели „Мелодифестивален 2014“ с песента „Undo”, а паралелно с това и правото да представи страната си на „Евровизия 2014“.

## Биография и кариера
Ражда се и израства в Еденрид. Взема участие в няколко програми за набиране на таланти, за пръв път през 1992 година (в Олофстрьом). Две години по-късно се явява на прослушване в Калинге и печели с песента „Can You Feel the Love Tonight“. Пее в групата „Матс Елмес“ от 1995 до 1996 година. Същевременно оглавява шведската класация „Свенсктопен“ и това я прави най-младия изпълнител, чиято песен да се е изкачила на първо място.
През есента на 1996 година излиза дебютния ѝ албум, носещ името „Silvertoner“. Рецензент на „Гьотеборгс-Постен“ сравнява младата певица с Карола Хегквист и Сисел Киркебьо. Не след дълго излиза албумът „Min önskejul“ (1997) и сингълът „Time to Say Goodbye“ (1999). През гимназиалните си години учи музика в Малмьо.
През декември 2001 година участва в коледно турне заедно с Кристер Сьогрен, Стен Нилсон и Шарлот Перели. През 2002 година обикаля с Роджър Понтаре. Пее на една сцена още с Кале Мореус и Тито Белтран.
През февруари 2006 година излиза албумът „Nära mej, nära dej“. През лятото на 2007 година провежда турнето „Sommar, Sommar, Sommar“. През април 2008 година издава албума „Stronger“, който съдържа песни единствено на английски език (певицата за пръв път издава такъв албум). Записва и албума с коледни песни „Our Christmas“.
През декември 2013 година издава седми студиен албум, или втори с коледни песни – „Min jul“.

### Мелодифестивален
Сана участва седем пъти на „Мелодифестивален“. Прави дебюта си през 2001 година с песента „I går, i dag“ и се класира трета. Завръща се на конкурса през 2003 година с песента „Hela världen för mig“, но завършва пета. Участва за пореден път през 2005 година с „Du och jag mot världen“ в дует с Фредрик Кемпе, писал и песни за нея; заемат осмо място.
На 3 март 2007 година става факт четвъртото ѝ участие. Представя песента „Vågar du, vågar jag“. Песента отива на финал, преминавайки през рунда „втори шанс“. Остава седма в крайното класиране.
На „Мелодифестивален 2008“ изпява „Empty Room“ и отново отива на финал. Въпреки че песента печели вота на публиката, оставяйки зад себе си с над 50 000 гласа песента „Hero“ на Шарлот Перели, тя не успява да спечели, тъй като вотът на журито има по-голяма тежест.
Участва с песента „I'm in Love“ на „Мелодифестивален 2011“. Става първа на втория полуфинал, но четвърта на финала.
Решава да участва още веднъж на конкурса през 2014 година, този път с песента „Undo”. Години след първия си опит, певицата печели фестивала и това ѝ дава правото да бъде шведския представител на „Евровизия“.

## Личен живот
През 2006 година се сгодява в Лас Вегас и заживява със съпруга си в Лидингьо. Понастоящем поддържа близки отношения с Йоаким Рамсел.